# Adelaida de Borgoña
Adelaida de Borgoña (h. 870-929) fue una dama noble francesa, condesa de Auxerre, y, por su matrimonio, en 888, con Ricardo I de Borgoña, la primera duquesa de Borgoña.

## Orígenes y ascendencia
Adelaida de Borgoña era hija de la bávara Casa antigua de Güelf. Era hija de Conrado II de Borgoña (h. 835-876), conde de París, de Auxerre y marqués de la Borgoña Transjurana, y de Waltrade de Wormsgau.
 
Era hermana de Rodolfo I de Borgoña (h. 860-912), rey de Borgoña, y medio hermana, por su padre, de Adelgunda de Borgoña (872-902), casada, en 890, con Erenfredo I de Maasgau (866-904), conde de Bliesgau, de Keldachgau, de Bonngau, y de Charmois.

## Matrimonio y descendencia
Adelaida de Borgoña se casó, en 888, con Ricardo I de Borgoña, entonces conde de Autun, a quien ella aporta, como dote, el condado de Auxerre. Ella se convirtió, aparte de condesa de Auxerre y condesa consorte de Autun, a través de las adquisiciones de su marido, en condesa consorte de Nevers, de Troyes y de Sens, luego, por la fusión de los condados en 898, la primera marquesa, después, en 921, la primera duquesa de Borgoña.

De su unión con Ricardo de Borgoña nacieron:
- Raúl (h. 890-936), duque de Borgoña, abad laico de San Germán de Auxerre y de Santa Colomba de Saint-Denis-lès-Sens, luego rey de los francos (923-936);
- Hugo (891-952), duque de Borgoña, conde de Outre Saône (923-952) y de Mâcon (927-952), y marqués de Provenza (936-952);
- Bosón (895-935), abad laico de Saint-Pierre de Moyenmoutier y de Saint-Mont de Remiremont;
- Ermengarda, duquesa de Borgoña, casada con Gilberto de Chalon, conde de Dijon, de Beaune y de Chalon, luego duque de Borgoña.
- Alix, casada con Reinier (?-931), conde de Henao.[6]